# Géo Koger
Géo Koger, pseudonimo di Georges Konyn (Parigi, 31 luglio 1894 – Cannes, 12 febbraio 1975), è stato un paroliere francese.

## Biografia
Géo Koger iniziò la sua carriera a metà degli anni '20 scrivendo canzoni per le più grandi star del music hall dell'epoca, a partire dal 1931 con il classico J'ai Deux Amours, scritto insieme a Henri Varna per Joséphine Baker con musiche di Vincent Scotto.
Nel 1932 scrive insieme a Ouvrard, il grande successo Je n'suis pas bien portant anche in questo caso con le musiche di Vincent Scotto.
Géo Koger collabora ancora con Vincent Scotto per scrivere molte opere parte del patrimonio popolare e interpretate in particolare da Tino Rossi: l'aubade Ô Corse île d'amour del 1934, o le canzoni Marinella e Tchi-tchi scritte nel 1936 insieme a René Pujol e Émile Audiffred per il film di Pierre Caron Marinella. Nel 1935 scrisse Prosper per Maurice Chevalier il quale ottenne un grandissimo successo, mentre nel 1939 scrisse La Java bleue per Fréhel.
Negli anni '50 insieme al compositore Loulou Gasté scrive diverse canzoni per Line Renaud, tra le quali Je veux e En dansant le cha cha cha.

### Famiglia
Sposato con Thérèse Serette Lévy (1899-1956), fu il padre di Évelyne e Liliane Konyn, paroliere come il padre e conosciute con gli pseudonimi di Vline Buggy.